# Davide Bombardini
Davide Bombardini (Faenza, 21 de junho de 1974) é um futebolista italiano que atua como meio-campista. Ele iniciou sua carreira no Imolese Calcio 1919 e teve passagem por diversos clubes, que incluem Pisa, Cesena, Reginna, Roma, Atalanta, Bologna e pelo AlbinoLeffe. Marcou 43 gols nos 466 jogos que participou, e é campeão da Serie B e daLega Pro Prima Divisione da Itália.